# IC 4238
IC 4238 ist eine linsenförmige Galaxie mit aktivem Galaxienkern vom Hubble-Typ S0 im Sternbild Jagdhunde am Nordsternhimmel. Sie ist schätzungsweise 300 Millionen Lichtjahre von der Milchstraße entfernt und hat einen Durchmesser von etwa 70.000 Lj.

Im selben Himmelsareal befinden sich die Galaxien NGC 5131, IC 4239, IC 4240, IC 4242.
Das Objekt wurde am 20. Mai 1903 vom französischen Astronomen Stéphane Javelle entdeckt.